# Paredes (Dembos)
Paredes é uma comuna angolana. Pertence ao município dos Dembos, na província do Bengo.
Paredes acolheu o acto central do "Dia da Paz e Reconciliação Nacional" promovido pelos dirigentes do Movimento Popular de Libertação de Angola (MPLA) em 2017. 